# EyeToy: Operation Spy
EyeToy: Operation Spy (ook wel bekend als SpyToy) is een computerspel uit 2005 voor de PlayStation 2, dat de EyeToy nodig heeft om te fungeren. Het hoofddoel van het spel is een kamer vrij te houden van indringers. Unieke mogelijkheden zijn de nieuwe gezichtsherkenningstechnologie en de videoberichten.
Het idee voor dit spel kwam van EyeToy: Play 2 waarin een gelijksoortig spel voorkwam. De speler moest hierbij dingen stelen zonder betrapt te worden door de bewakingscamera's en -mensen.